# Oncocnemis basifugens
Oncocnemis basifugens là một loài bướm đêm trong họ Noctuidae.